# Ariane Mnouchkinová
Ariane Mnouchkinová (* 3. března 1939 Boulogne-Billancourt) je francouzská dramatička a divadelní a filmová režisérka. Je dcerou ruského emigranta židovského původu, filmového producenta Alexandra Mnuškina, který podle ní pojmenoval svoji společnost Ariane Films. Vystudovala psychologii na Sorbonně a pak divadelní školu L'École Internationale de Théâtre Jacques Lecoq, v roce 1964 založila v Paříži vlastní soubor Théâtre du Soleil, věnující se experimentálnímu a angažovanému divadlu. Je autorkou scénáře k filmu Muž z Ria, za který byla v roce 1965 nominována na Oscara. Napsala historickou hru 1789 aneb Dokonalé štěstí, jejíž představení v Théâtre du Soleil sama zfilmovala, režírovala rovněž filmové životopisné drama Molière podle vlastního scénáře. Obdržela Evropskou divadelní cenu (1987), Ibsenovu cenu (2008), čestný doktorát Oxfordské univerzity a Goetheho medaili (2011). Odmítla jmenování do Collège de France na protest proti politice prezidenta Nicolase Sarkozyho, je také známá svými veřejnými vystoupeními na podporu práv Tibeťanů.